# Limalonges

Limalonges este o comună în departamentul Deux-Sèvres, Franța. În 2009 avea o populație de 872 de locuitori.